# Liste des députés de la noblesse ralliés au tiers état en 1789

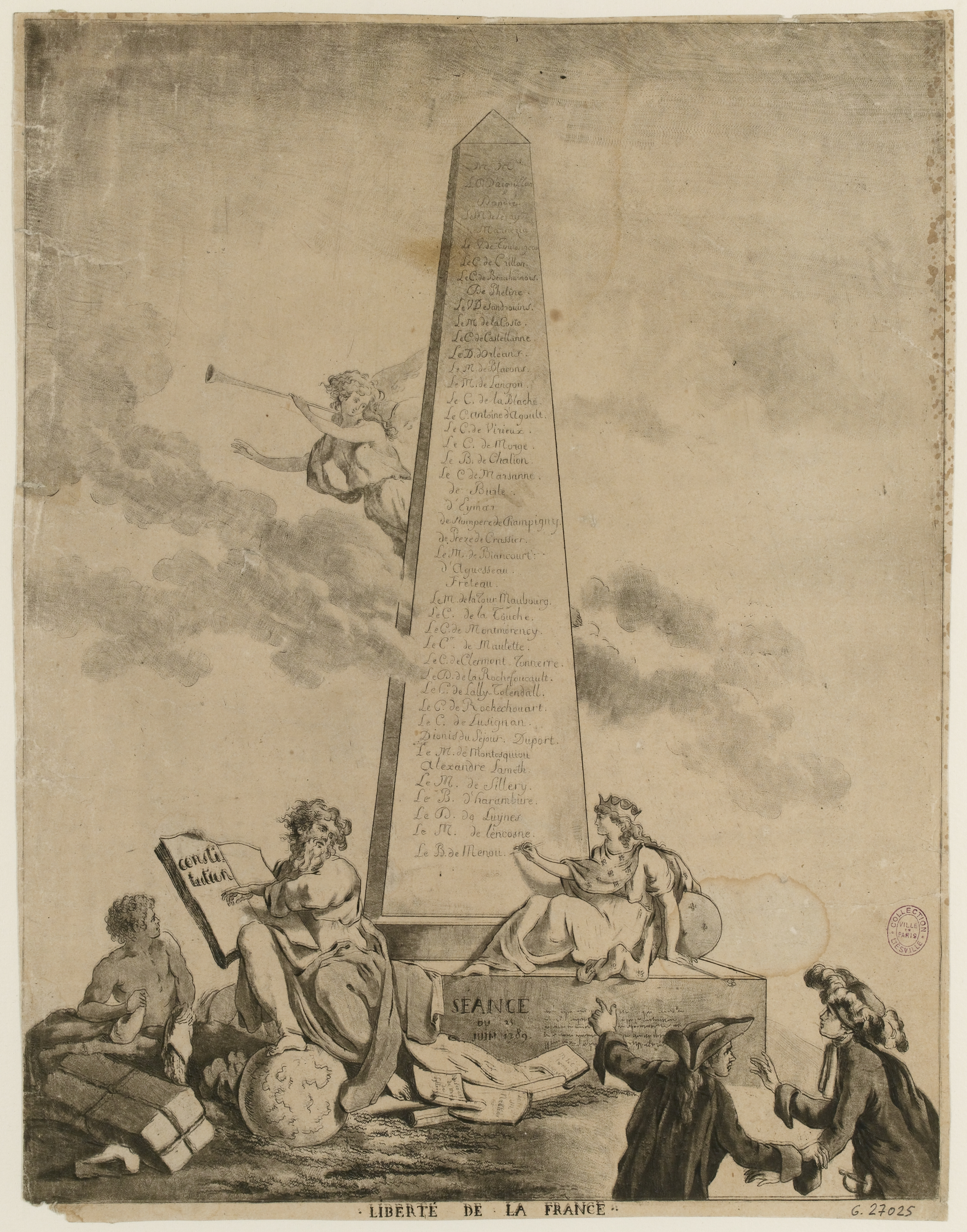
Liberté de la France. Séance du 25 juin 1789, gravure anonyme, musée Carnavalet. Les noms des 47 députés sont inscrits sur un obélisque.

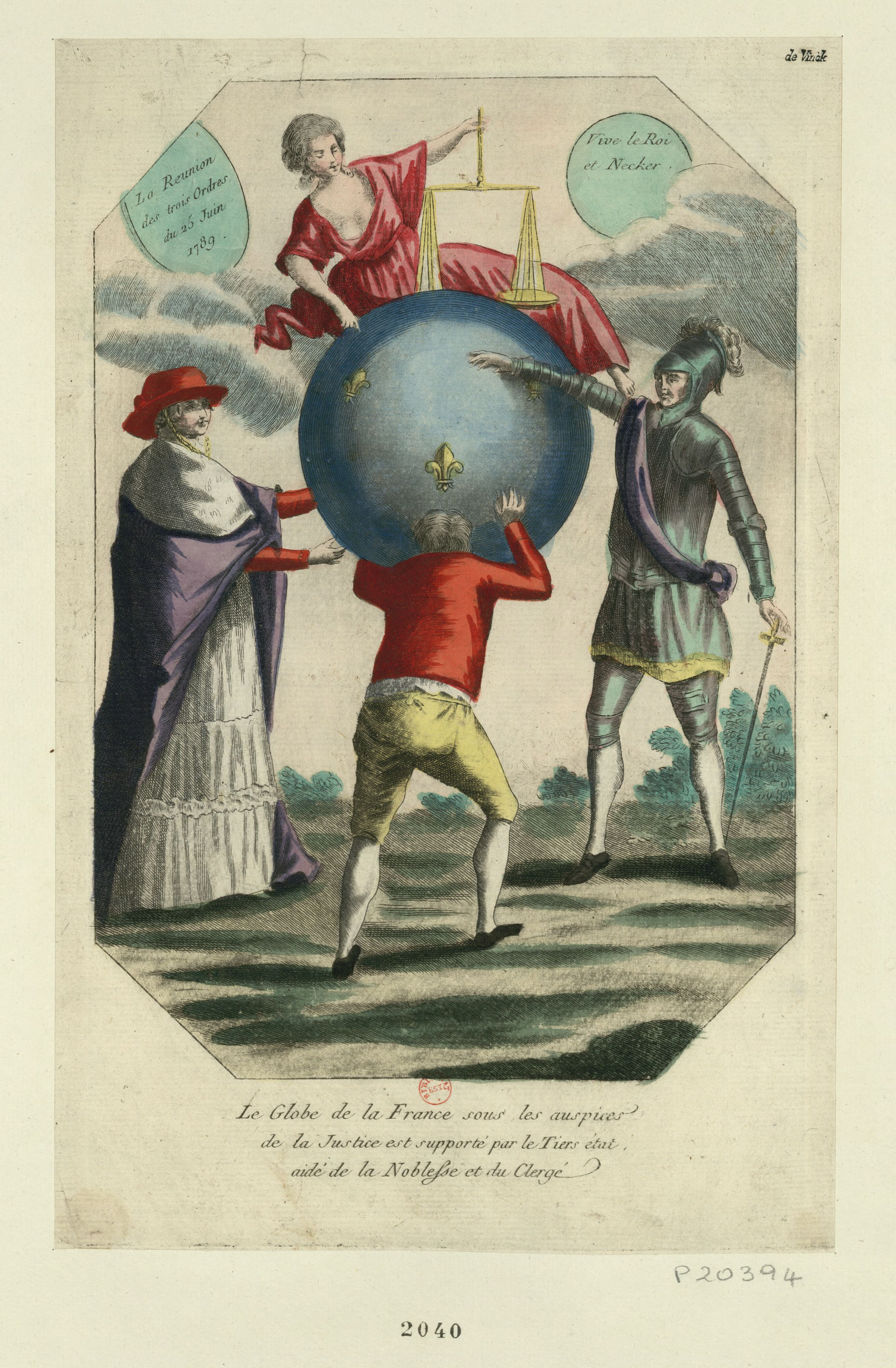
La Réunion des trois ordres du 25 juin 1789, gravure anonyme, BnF.

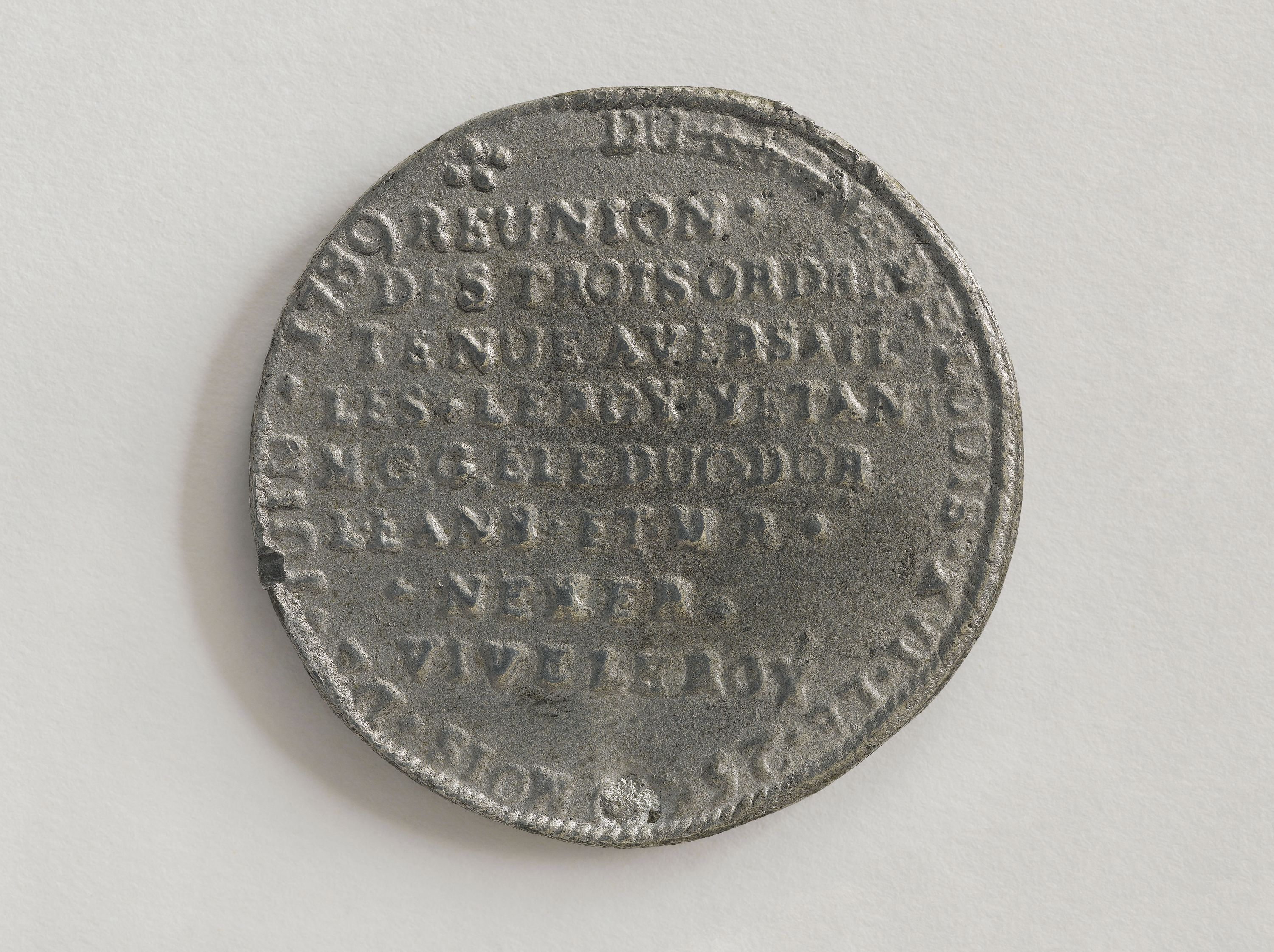
Revers d'une médaille au musée Carnavalet, avec les inscriptions : Réunion des trois ordres tenue à Versailles... (dans le champ) et ...le 25 du mois de juin 1789 (circulaire),.

Les députés de la noblesse ralliés au tiers état sont un groupe de 47 députés de la noblesse aux États généraux de 1789 qui, le 25 juin, ont rallié le tiers état. Cet événement, qui intervient quelques jours après le même ralliement de 149 députés du clergé, entraîne la transformation des États généraux en Assemblée nationale, puis en Assemblée constituante.

## Historique
En 1789, lors de la convocation des États généraux à Versailles par Louis XVI, les députés sont divisés en trois ordres (clergé, noblesse et tiers état) qui se réunissent chacun dans une salle différente. Réunis dans la Salle des délibérations, les députés du tiers état appellent à la réunion des trois ordres en une Assemblée sur le modèle anglais des Communes. La noblesse et le clergé refusent de les suivre et se déclarent constituées. Le 17 juin, à l'initiative de Sieyès, le tiers état se déclare Assemblée nationale au motif qu'il représente d'après lui la quasi-totalité de la Nation. Alors que 149 députés de l'ordre du clergé (un peu plus de la moitié d'entre eux) se joignent au tiers état, l'ordre de la noblesse persiste dans son refus.
Le 25 juin, 47 députés de la noblesse, dits de la tendance libérale, décident de rallier à leur tour le tiers état. À 10 heures, guidés par Philippe-Égalité, duc d'Orléans, et par le comte de Clermont-Tonnerre, ils font une entrée triomphale dans la salle des États. Stanislas de Clermont-Tonnerre, prenant la parole, exprime « le regret » qu'ils avaient de « quitter leurs frères », mais ajoute qu'« un sentiment plus fort, l'esprit de justesse et l'amour du bien public »[réf. nécessaire] les avait portés à se réunir à l'Assemblée nationale, espérant que les autres députés de la noblesse les rejoindront bientôt.
De fait, mis devant le fait accompli, le reste des députés de la noblesse et du clergé sont poussés dès le lendemain par Louis XVI à se réunir sans délai au tiers état. Ainsi s'accomplit l'évènement de la Révolution française qui vit se substituer une Assemblée nationale, puis constituante, aux trois ordres des États généraux.
Par la suite, ces 47 députés s'associeront aux réformes majeures de 1789, comme la Déclaration des droits de l'homme et l'abolition des privilèges lors de la nuit du 4 août.[réf. nécessaire]

## Composition
Ces 47 députés forment l'aile libérale de la noblesse, réunie derrière le duc d'Orléans. Ils représentent 15 % des 311 députés de la noblesse. Ce sont essentiellement des membres de la haute noblesse de l'époque, convertis aux Lumières et aux idées libérales puisées dans la société anglo-saxonne. L'élite politique de la noblesse y est représentée.[réf. nécessaire]
N'y figurent pas le duc de La Rochefoucauld-Liancourt, le marquis de La Fayette et le vicomte de Noailles qui, s'ils n'en pensaient pas moins, n'ont pas voulu rejoindre le tiers état sans en recevoir l'ordre du roi.[réf. nécessaire]
Si les députés de Paris et du Dauphiné sont les plus nombreux dans ce groupe, l'ensemble du territoire y est représenté (hormis la Bretagne qui avait refusé d'élire ses représentants).
La liste de ces députés est la suivante,, :

### Députés de Paris
Dans la ville et les faubourgs de Paris :
- Stanislas de Clermont-Tonnerre
- Louis-Alexandre de La Rochefoucauld
- Trophime-Gérard de Lally-Tollendal
- Aimery-Louis-Roger de Rochechouart
- Hugues de Lezay de Lusignan
- Adrien du Port d'Anglure
- Achille Dyonis du Séjour
- Anne-Pierre de Montesquiou-Fezensac

### Députés du Dauphiné
Dans la province du Dauphiné :
- Henri-François de Forest de Blacons
- Nicolas-François de Langon
- Alexandre de Falcoz de La Blache
- Jean Antoine d'Agoult
- François-Henri de Virieu
- Pierre-François de Sales de Roux-Deagent de Morges
- Laurent-César de Chaleon
- Jean-Louis de Marsanne

### Députés de Tours
Dans le bailliage de Tours :
- Louis-François d'Harambure
- Louis-Joseph de Luynes
- Louis-Alphonse de Lancosme
- Jacques de Menou

### Député de Reims
Dans le bailliage de Reims :
- Charles de Sillery

### Député de Montargis
Dans le bailliage de Montargis :
- Louis-René de La Touche

### Député de Crépy-en-Valois
Dans le bailliage de Crépy-en-Valois :
- Louis-Philippe-Joseph d'Orléans, prince du sang

### Député de Péronne
Dans le bailliage de Péronne :
- Alexandre de Lameth

### Députés de Montfort-l'Amaury
Dans le bailliage de Montfort-l'Amaury :
- Mathieu de Montmorency-Laval
- François de Maulette

### Député du Puy-en-Velay
Dans la sénéchaussée du Puy-en-Velay :
- Marie-Charles de La Tour-Maubourg

### Député de Melun
Dans le bailliage de Melun :
- Emmanuel Fréteau de Saint Just

### Député de Beauvais
Dans le bailliage de Beauvais :
- François de Crillon

### Député de Meaux
Dans le bailliage de Meaux :
- Henri d'Aguesseau

### Député de Gex
Dans le bailliage de Gex :
- Jean Étienne Philibert de Prez de Crassier

### Député de Montbrison
Dans le bailliage du Forez à Montbrison :
- Jean-Baptiste de Nompère de Champagny

### Députés de Forcalquier
Dans la sénéchaussée de Forcalquier :
- Ange-Marie d'Eymar
- Jean-Charles de Burle

### Député de Chateauneuf-en-Thymerais
Dans le bailliage de Châteauneuf-en-Thymerais :
- Boniface-Louis-André de Castellane

### Député de Charolles
Dans le bailliage de Charolles :
- Benjamin de Lacoste-Messelière

### Député de Blois
Dans le bailliage de Blois :
- Alexandre de Beauharnais
- Louis-Jacques Phélines de Villiersfaux

### Députés de Lons le Saunier
Dans le bailliage d'Aval à Lons-le-Saunier :
- Claude-François de Lezay-Marnésia
- François Emmanuel de Toulongeon

### Député d'Agen
Dans la sénéchaussée d'Agen :
- Armand-Désiré d'Aiguillon

### Député de Calais
Dans le bailliage de Calais :
- François de Désandrouins

### Député de Guéret
Dans la sénéchaussée de la Haute-Marche à Guéret :
- Charles de Biencourt

### Députés de Vesoul
Dans le bailliage d'Amont à Vesoul :
- Jean-René-Hippolyte de Toulongeon
- Charles Masson d'Esclans
- Jean-Xavier Bureau de Pusy

### Député d'Aix
Dans la sénéchaussée d'Aix-en-Provence :
- Antoine-Balthazar-Joseph d'André

## Postérité
La séance du 25 juin 1789 fait l'objet d'une gravure, conservée au musée Carnavalet, représentant un obélisque sur lequel sont gravés les noms des 47 députés,.